# Acomastylis
Geum là một chi thực vật có hoa trong họ Hoa hồng.

## Các loài
- Acomastylis elata, (Wall. ex G. Don) F. Bolle, 1933
- Acomastylis humilis, (R. Br.) Rydb. 1913
- Acomastylis macrosepala, (Ludlow) T.T. Yu & C.L. Li, 1985
- Acomastylis rossii, (R. Br.) Greene, 1906
- Acomastylis sericea, (Greene) Greene, 1906

## Hình ảnh

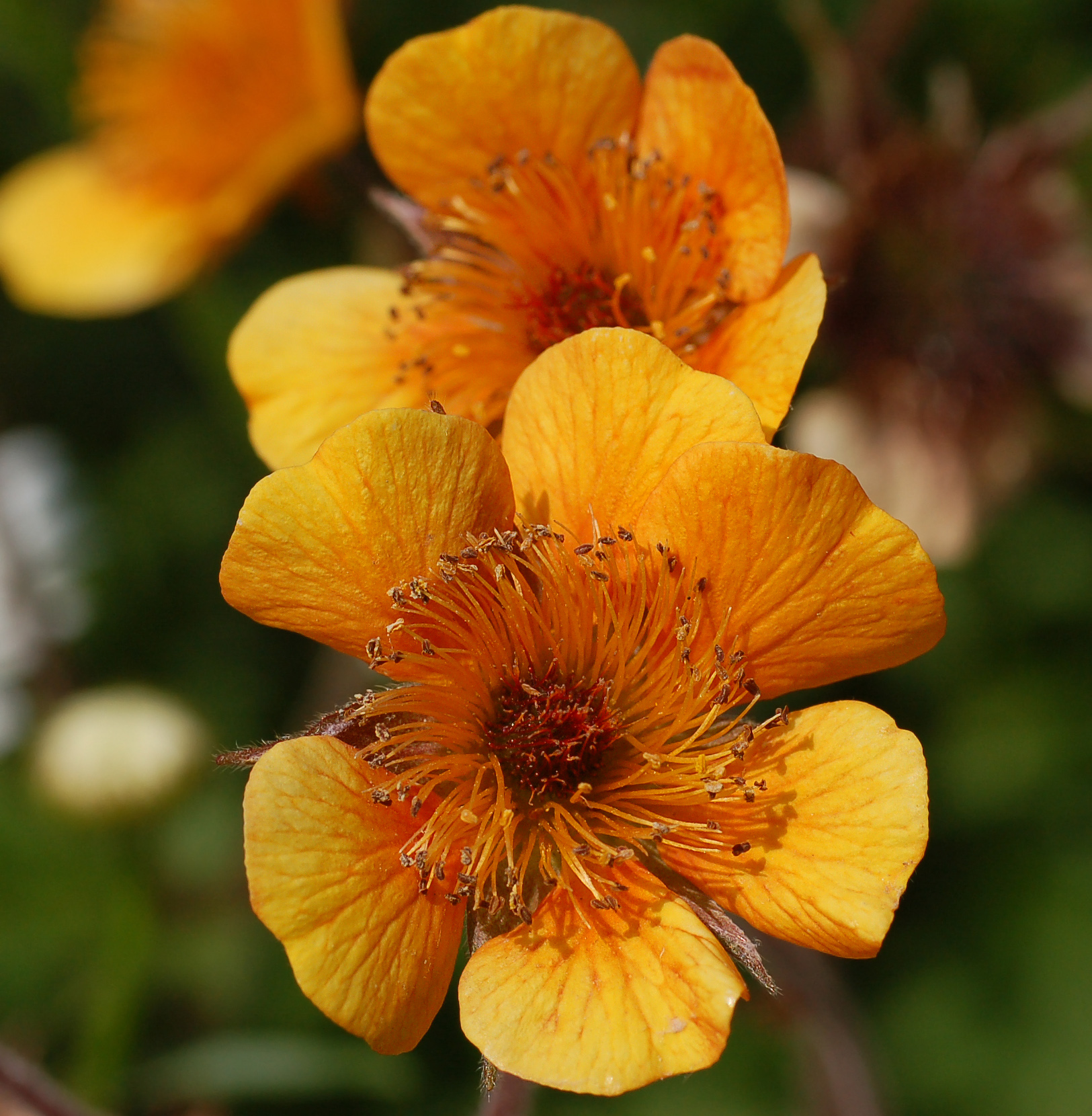
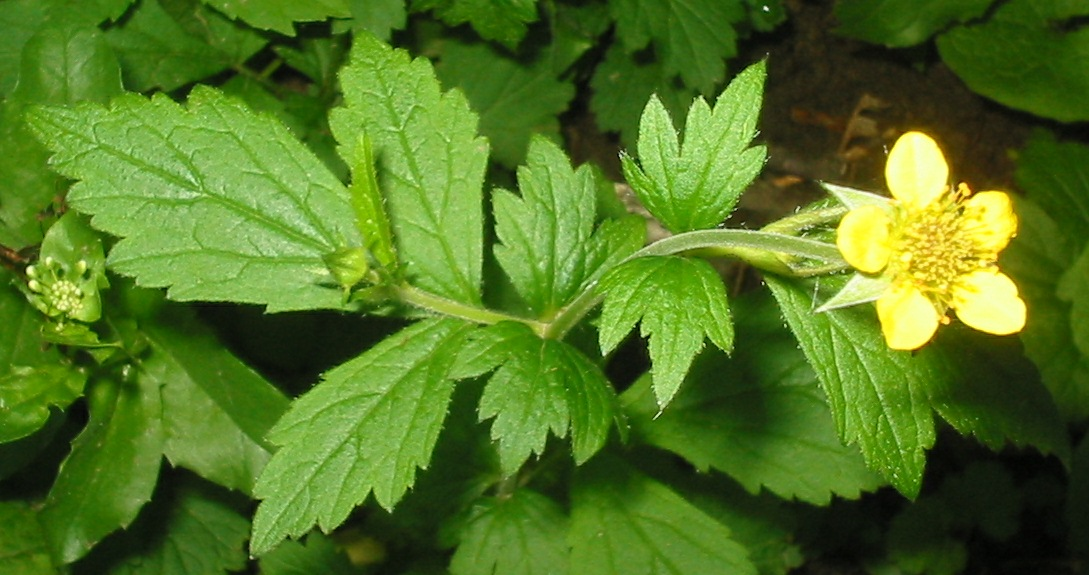
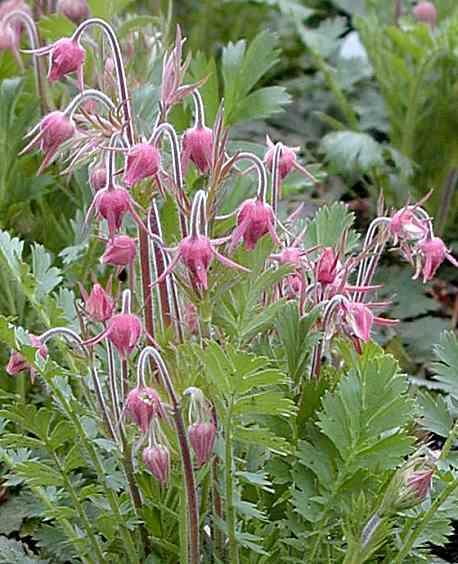
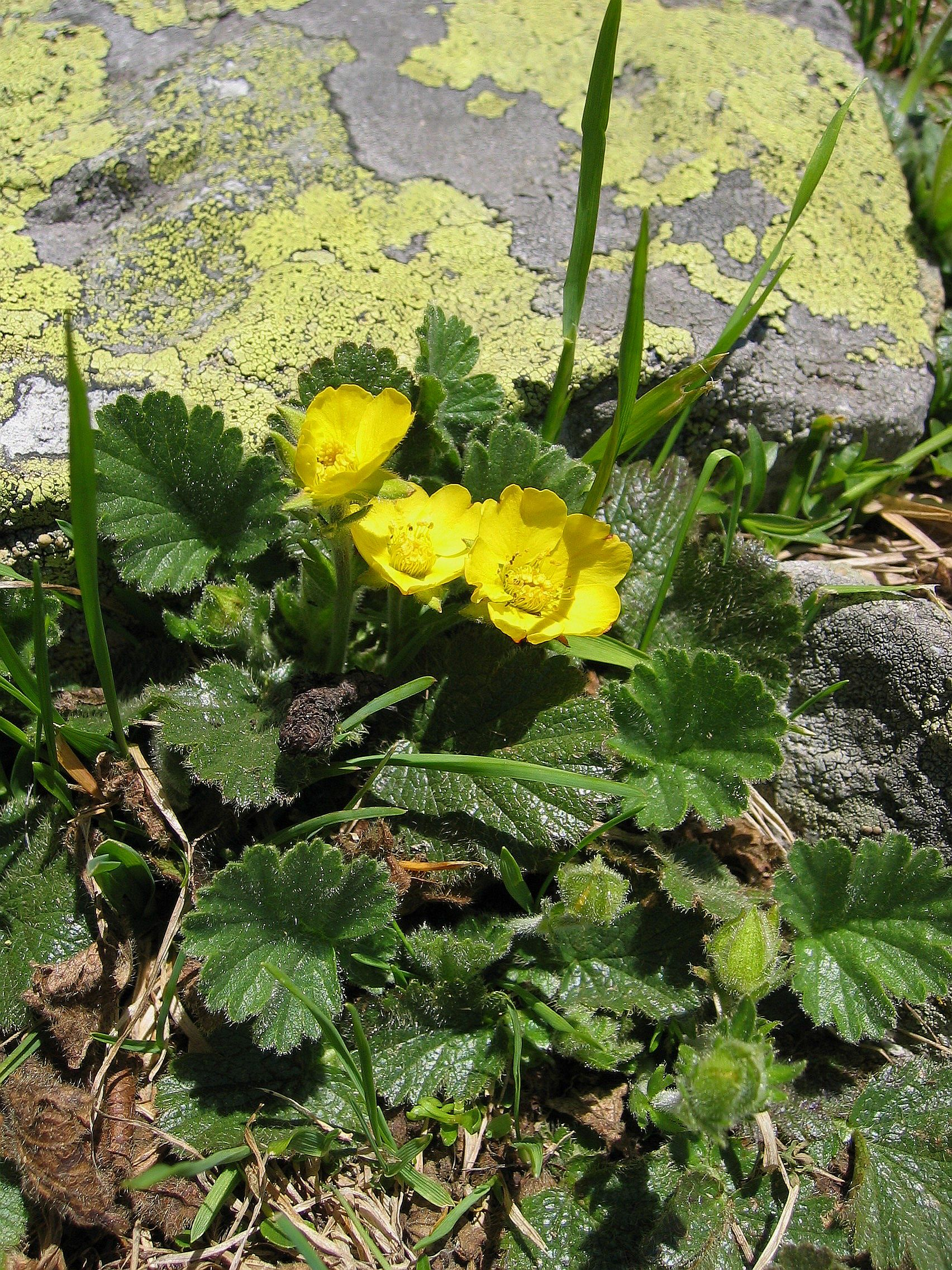
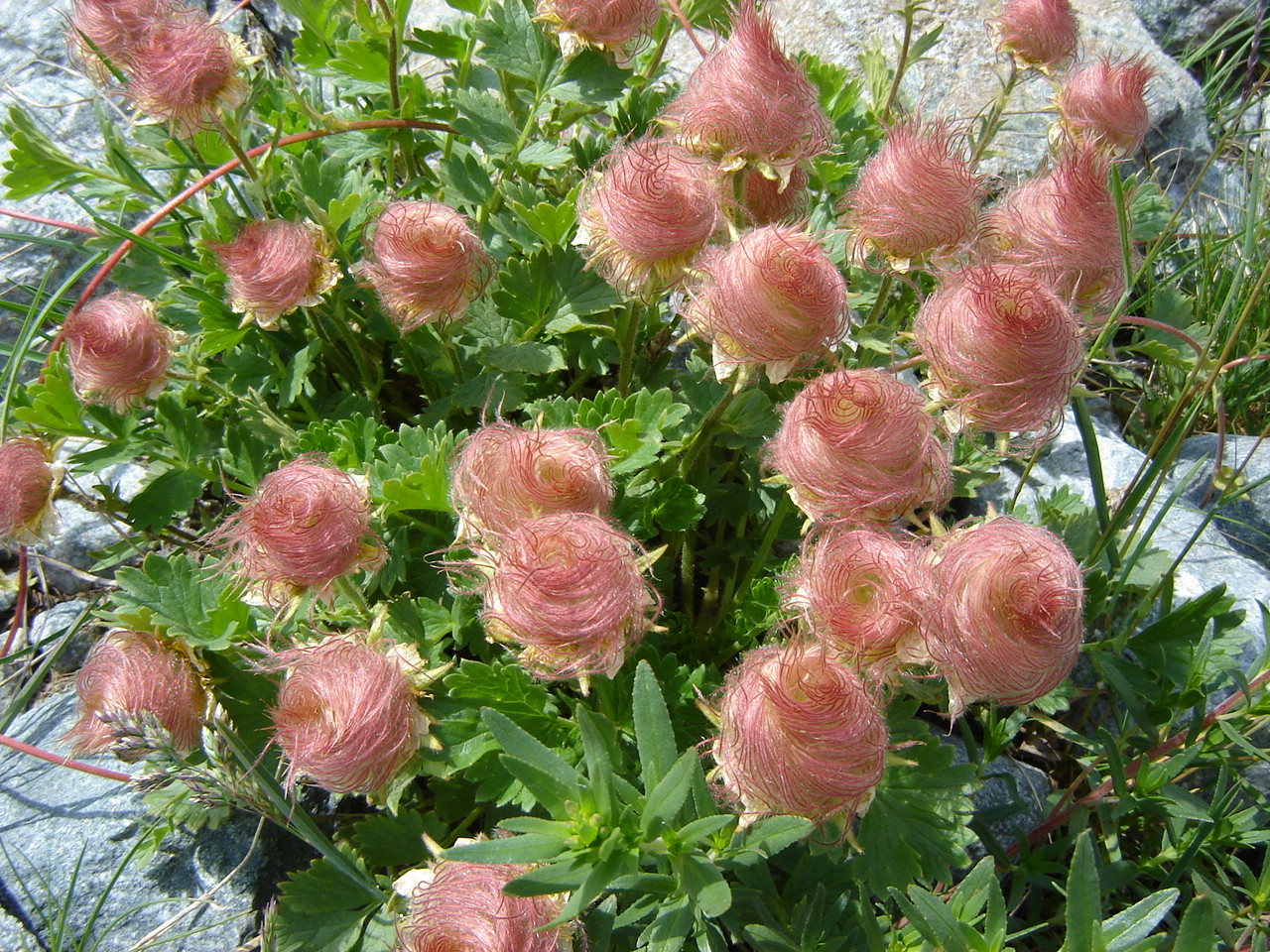
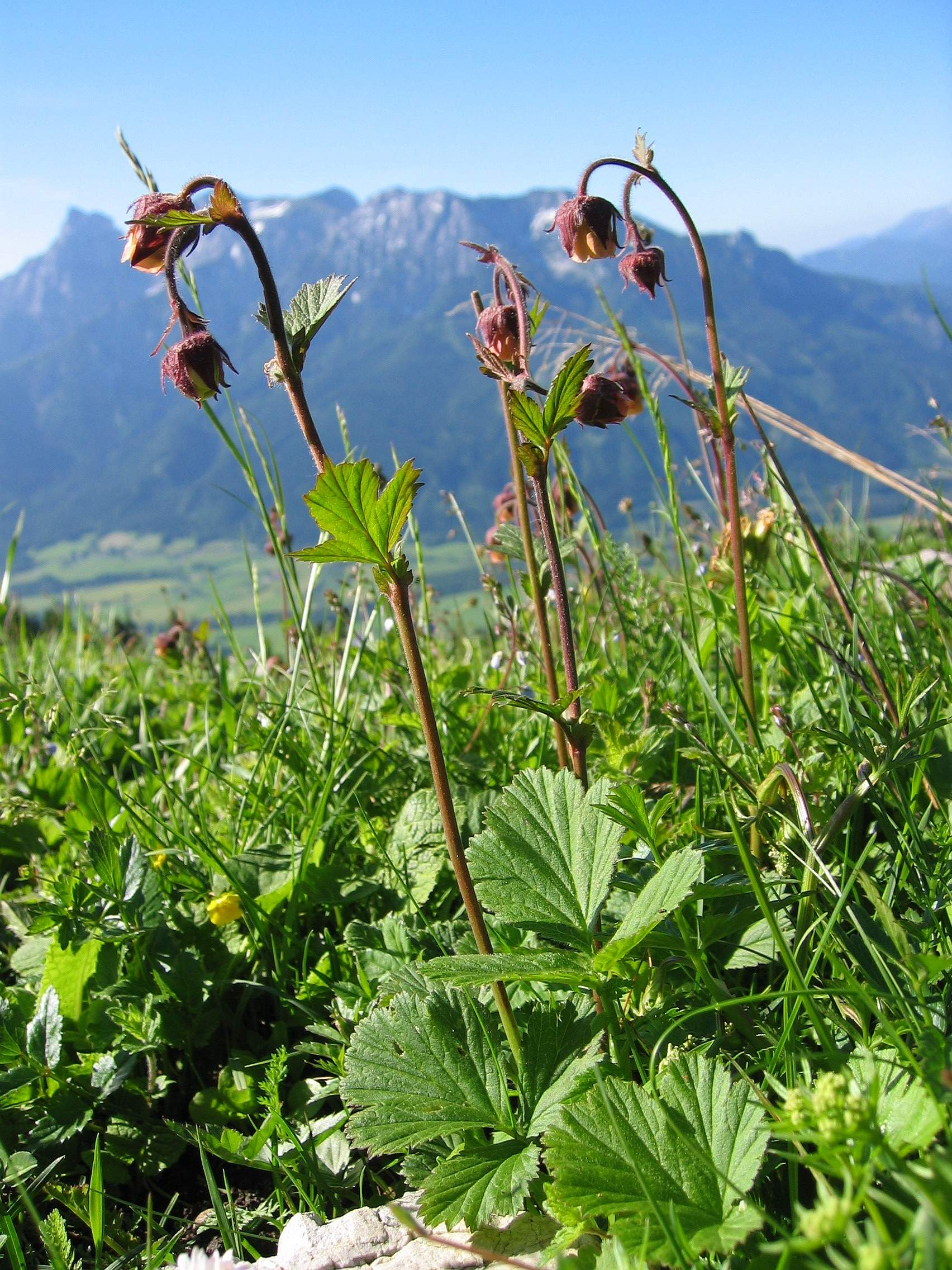